# Dahlback
Die Dahlewitzer Landbäckerei (kurz Dahlback) war eine Großbäckerei aus Dahlewitz, einem Ortsteil der Gemeinde Blankenfelde-Mahlow südlich von Berlin. Sie besaß 135 Filialen in der Region Berlin-Brandenburg.

## Geschichte
Unter dem Namen Großbäckerei Dahlewitz wurde das Unternehmen 1974 als volkseigener Betrieb gegründet. Nach der Deutschen Wiedervereinigung wurde das Unternehmen von der Familie Konrad übernommen und in einen Familienbetrieb umgewandelt. Dahlback engagiert sich als Trikotsponsor für den SV Blau-Weiß Dahlewitz e.V. Bei der Flutkatastrophe von 2002 stellte die Großbäckerei Geld und kostenlose Brötchen für die Hilfsmaßnahmen zur Verfügung. Im Folgejahr wurde der Große Preis des Mittelstandes der Oskar-Patzelt-Stiftung an Dahlback verliehen und Gesellschafterin Erika Konrad wurde brandenburgische Unternehmerin des Jahres. 2009 erhielt das Unternehmen von der DLG den Preis der Besten Gold für 15 Jahre kontinuierliche höchste Prämierung.
2005 übernahm der Finanzinvestor Steadfast Capital die Mehrheit der Geschäftsanteile. Das Unternehmen fusionierte mit der unter der Marke Lila - Bäcker auftretenden Unser Heimatbäcker GmbH.